# Cañaveral (ort i Honduras)
Cañaveral är en ort i Honduras.   Den ligger i departementet Departamento de Cortés, i den västra delen av landet, 130 km nordväst om huvudstaden Tegucigalpa. Cañaveral ligger 506 meter över havet och antalet invånare är 2 137.
Terrängen runt Cañaveral är varierad. Runt Cañaveral är det ganska tätbefolkat, med 144 invånare per kvadratkilometer. Närmaste större samhälle är Santa Cruz de Yojoa, 12,5 km öster om Cañaveral.  